# Sven Rothenberger
Sven Rothenberger (Frankfurt am Main, 1 juni 1966) is een Duits-Nederlands dressuurruiter. Hij nam tweemaal deel aan de Olympische Spelen en won hierbij in totaal twee medailles.

## Paarden
Rothenberger is als dertienjarige jongen begonnen op de ruin Lombard. De combinatie werd Hessenkampioen en nam tweemaal deel aan het Duitse Kampioenschap. Tevens reed Rothenberger zijn eerste zware proef (S-dressuur) in Wiesbaden met Lombard.
Rothenberger heeft in zijn carrière op zes paarden gereden: Andiamo (van 1990 tot 1993), Barclay II, Dondolo (van 1994 tot 1996), Ideaal, Jonggor's Weyden en Olympic Bo.
Rothenberger is getrouwd met Gonnelien Gordijn. De kinderen van Rothenberger doen ook aan paardensport, waarvan zijn Sönke de meest succesvolle met een olympische gouden medaille.

## Resultaten
- 1990: Rothenberger wint met Andiamo de Wereldbekerfinale in Brabanthallen 's-Hertogenbosch te 's-Hertogenbosch
- 1991: tijdens het EK wordt Rothenberger met Andiamo individueel en met het team eerste
- 1992: Rothenberger wordt tweede met Ideaal tijdens de Wereldbekerfinale
- 1993: Rothenberger wordt tweede met Ideaal tijdens de Wereldbekerfinale
- 1993: tijdens het EK wordt Rothenberger met Andiamo individueel tweede en met het team eerste
- 1994: tijdens de Wereldruiterspelen in Den Haag wordt Rothenburger met Dondolo individueel derde en met het team tweede
- 1995: Rothenberger wordt derde met Olympic Bo tijdens de Wereldbekerfinale in Los Angeles
- 1995: tijdens het EK wordt Rothenburger met Olympic Bo derde
- 1996: Rothenberger wordt met Jonggor's Wyden Nederlands kampioen
- 1996: tijdens de Olympische Spelen in Atlanta wordt Rothenberger met Jonggor's Wyden individueel derde en met het team tweede
- 1996: tijdens de Wereldbekerfinale in Den Bosch wordt Rothenberger met Jonggor's Wyden tweede
- 1997: tijdens het EK wordt Rothenberger met Jonggor's Wyden tweede
- 2004: tijdens de Olympische Spelen in Athene worden Rothenberger en Barclay II vierde
- 2005: tijdens het EK in Hagen wordt Rothenberger met Barclay II tweede